# Spatalistiforma
Spatalistiforma là một chi bướm đêm thuộc phân họ Tortricinae của họ Tortricidae.

## Các loài
- Spatalistiforma submerga Skalski, 1992